# (2559) Svoboda
(2559) Svoboda est un astéroïde de la ceinture principale.

## Description
(2559) Svoboda est un astéroïde de la ceinture principale. Il fut découvert le 23 octobre 1981 à l'Observatoire Kleť par Antonín Mrkos. Il présente une orbite caractérisée par un demi-grand axe de 2,79 UA, une excentricité de 0,15 et une inclinaison de 8,9° par rapport à l'écliptique.

## Compléments